# Guillelmus Anglicus
Guillelmus Anglicus, també conegut com a Guillelmus Massiliensis, Guillaume l'Anglais o Guillem de Marsella, va ser un científic del segle xiii resident al Sud de França, que va traduir i compilar obres científiques àrabs al llatí.

## Vida
Res es coneix de la seva vida, fins al punt d'existir confusions amb el seu nom, molt comú a la seva època.

## Obres
Dues són les obres seves que han arribat fins als nostres dies:
- Icipit compositio tabule que saphea dicitur sive astrolabium Arzachelis,[2] (1231) que és un resum del tractat sobre l'assafea d'Azarquiel. Alguns autors consideren que aquest resum i/o traducció es va fer amb la col·laboració de Yehudà ben Moixè, però ni la cronologia ni l'estil donen suport a aquesta hipòtesi.[3]
- De urina non visa,[4] (1219) un tractat sobre urologia, en el que l'autor pretén analitzar l'orina del pacient sense veure-la, fent una anàlisi del seu horoscop astrològic.[5] Es tracta d'una obra d'astronomia (i astrologia) força técnica que, malgrat la seva dificultat, va tenir gran difusió durant l'Edat Mitjana i que encara estava en els plans d'estudis de Medicina de la Universitat de Bolonya a començaments del segle xv.[6]